# Abraham Brueghel
Abraham Brueghel (pokřtěný 28. listopadu 1631 – kolem 1690) byl malíř ze slavné rodiny Brueghelů. Jako mladý odcestoval do Itálie, kde hrál důležitou roli při vývoji stylu dekorativních barokních zátiší.

## Počátky
Abraham Brueghel se narodil v Antverpách. Byl synem Jana Brueghela mladšího, vnukem Jana Brueghela staršího a pravnukem Pietera Brueghela staršího. Hodně se naučil od svého otce Jana Brueghela mladšího, plodného malíře a pravidelného spolupracovníka Rubense. Abraham ukázal velký talent už v raném věku. Vlastní postavení umělce si začal vytvářet během dospívání. Jeho otec prodal jeden z Abrahamových obrazů květinového zátiší, když mu bylo pouhých 15 let.

## Pobyt v Itálii
V roce 1649, ve věku 18 let, odešel Abraham do Itálie, na Sicílii. Pracoval zde na zakázce pro prince Antonio Ruffa. Byla to první z mnoha zakázek, v nichž Abraham prokázal své umělecké schopnosti kreslit a malovat květinová zátiší. Ve stejném roce je v inventáři jeho patrona prince Antonia Ruffa zaznamenáno devět květinových zátiší tohoto tehdy osmnáctiletého umělce. O deset let později, v roce 1659, se Brueghel přestěhoval do Říma, kde se o rok později oženil. V roce 1670 byl přijat do cechu Sv. Lukáše (Akademie di San Luca). Abraham se také připojil k uměleckému spolku Bentvueghels, sdružení hlavně holandských a vlámských umělců pracujících v Římě. Bylo zvykem, že nový člen spolku dostal nějakou přiléhavou přezdívku tzv. Ohnuté jméno. Abraham Brueghel dostal přezdívku Rijngraaf, což znamená rýnský vévoda, což byl starý šlechtický německý titul. Když Abraham Genoels, další vlámský barokní malíř, vstoupil roku 1670 do Bentvueghels, Abraham Brueghel přijal přezdívku Abraham Breugel. Mezi roky 1672 a 1675 odešel Abraham z Říma a přestěhoval se do Neapole. V Neapoli hrál důležitou roli ve vývoji malby zátiší. Breughel zůstal v Neapoli až do své smrti, kde zemřel pravděpodobně kolem roku 1690, nejpozději v roce 1697.

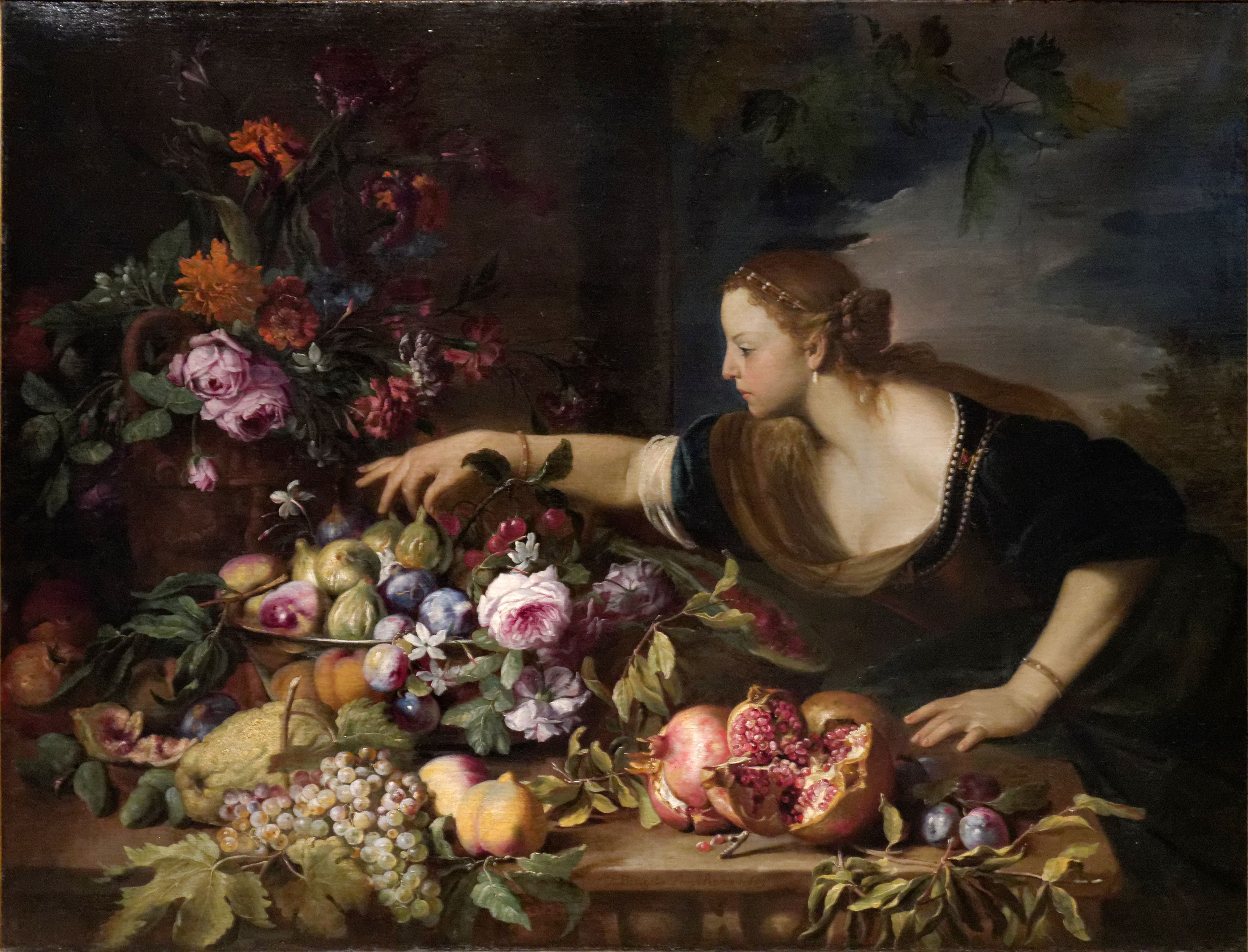
Žena rovnající ovoce (Woman Grasping Fruits)

## Dílo

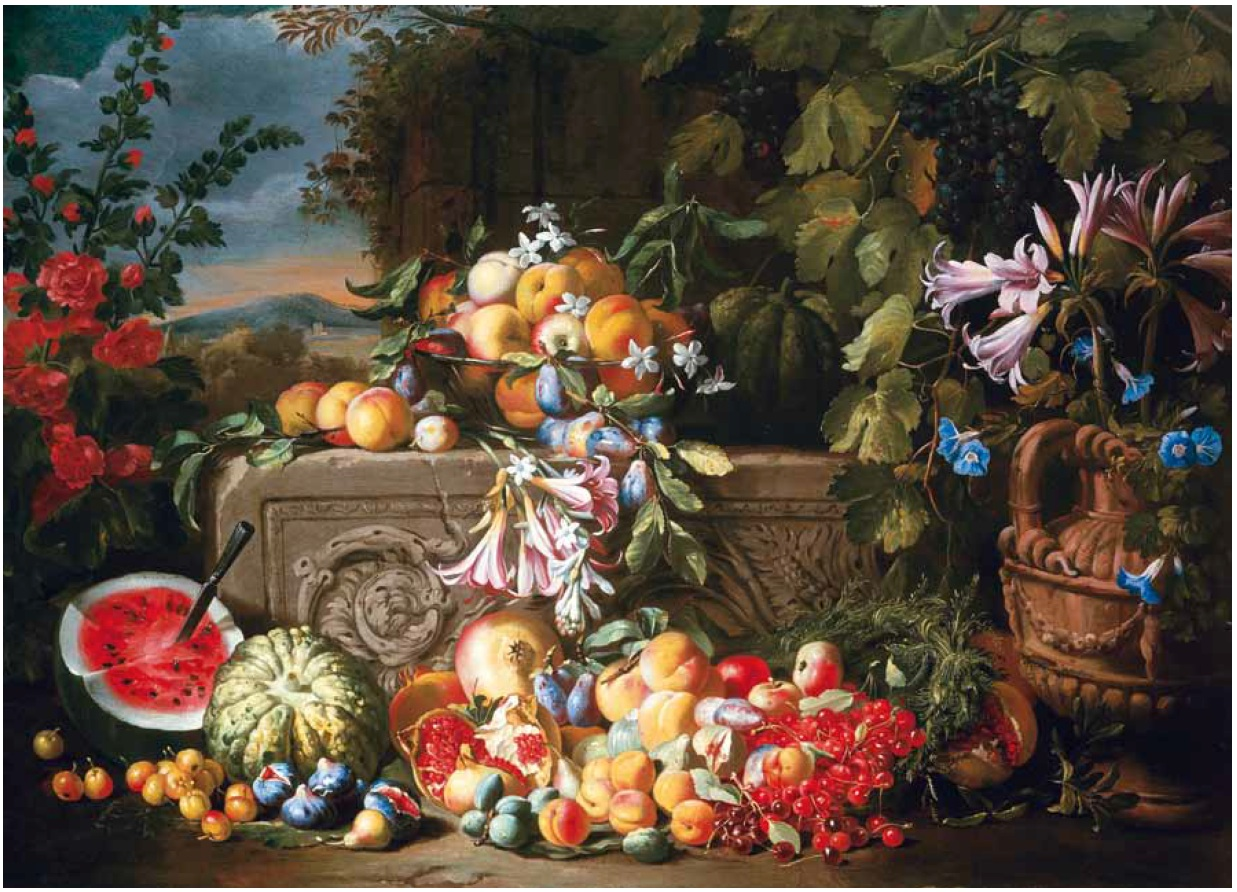
Zátiší s ovocem a květinami (A still life of fruit and flowers on an acanthus stone relief)

Abraham Brueghel maloval ponejvíce zátiší a zejména zátiší květinová. Je známý pouze jeden obraz loveckého zátiší podepsaný a datovaný jeho jménem. Vzhledem k nedostatku uměleckého vývoje během zralého umělcova období a také nedostatku datovaných děl je obtížné vytvořit chronologii jeho uměleckého vývoje. Na jeho styl měli vliv vlámští malíři, pracující v Itálii, Frans Snyders, Jan Fyt a Pieter Boel. Joannes Hermans, další vlámský malíř pracující v Římě, také maloval velkolepá zátiší kombinující lidské postavy, květy a ovoce a to již před příchodem Abrahama do Říma v roce 1653. Brueghel spojil vlámskou preferenci dekorativního malířství s rozmáchlým, žánrovým barokním stylem jeho italských současníků, jako byli Michele Pace del Campidoglio a Michelangelo Cerquozzi. Výsledkem těchto vlivů byly kompozice, které se zdají být neformální i při zachování pevné struktury a jasnosti detailů.

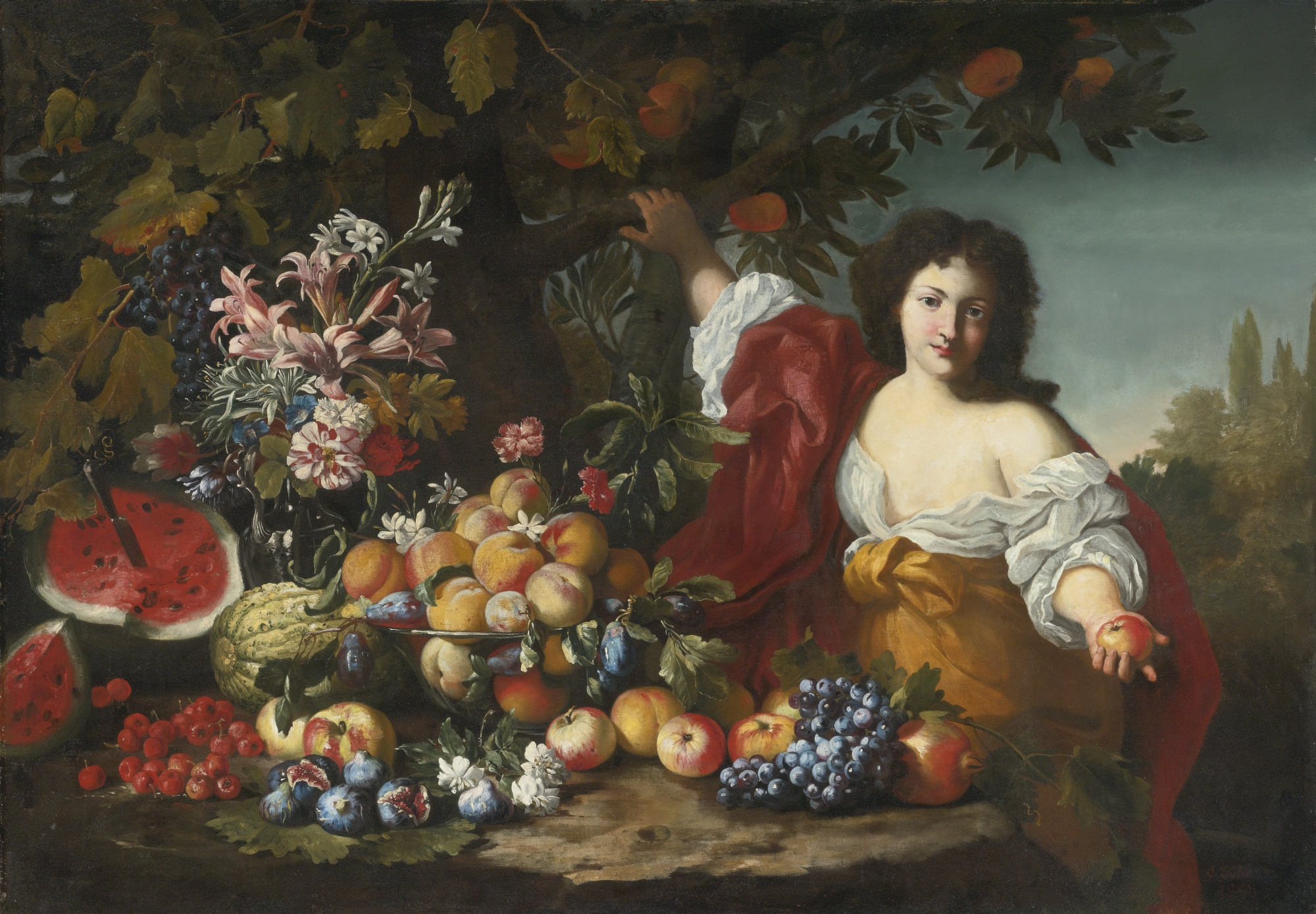
Zátiší s postavou, ovocem a květinami (Still life of fruits and flowers with a figure)

Abraham Brueghel je znám hlavně pro svá zátiší z jižního ovoce a květin na pozadí krajiny, často jsou vylepšeny drahocennou vázou, starožitným památníkem nebo fragmenty římské plastiky. Maloval nejen svá zátiší, ale i své krajiny, ovšem mnohdy na jeho obrazech spolupracovali i známí italští malíři, jako jsou Carlo Maratta, Giovanni Battista Gaulli a Giacinto Brandi. Je zaznamenána spolupráce mezi Abrahamem Bruegelem a francouzským malířem Guillaume Courtois, který působil v Římě. Příkladem je Zátiší s postavou, ovocem a květinami (prodáno v Sotheby's dne 29. ledna 2015 v New Yorku, lot 302). Zátiší bylo malováno Bruegelem, zatímco Courtois maloval postavu. Obraz je variantou obrazu Hrozny a granátové jablko s květinami ve váze a ženou (Grapes and pomegranate with a vase of flowers and a female), dnes v soukromé sbírce. Je datovaný do konce let 1660.

## Rodokmen
|  |  |                                    |                                    |                                    |                                    | Pieter Bruegel starší (1525/1530–1569) |                                    |                                 |                                 |                                 |                                 |                                 |                                 |                                 |                                 |                                 |                                 |                                 |                                 |                                 |                                 |                                  |                                  |                                                  |                                                  |                                                  |                                                  |                                                  |                                                  |  |  |                                                    |                                                    |                                                    |                                                    |                                                    |                                                    |
|  |  |                                    |                                    |                                    |                                    |                                        |                                    |                                 |                                 |                                 |                                 |                                 |                                 |                                 |                                 |                                 |                                 |                                 |                                 |                                 |                                 |                                  |                                  |                                                  |                                                  |                                                  |                                                  |                                                  |                                                  |  |  |                                                    |                                                    |                                                    |                                                    |                                                    |                                                    |
|  |  |                                    |                                    |                                    |                                    |                                        |                                    |                                 |                                 |                                 |                                 |                                 |                                 |                                 |                                 |                                 |                                 |                                 |                                 |                                 |                                 |                                  |                                  |                                                  |                                                  |                                                  |                                                  |                                                  |                                                  |  |  |                                                    |                                                    |                                                    |                                                    |                                                    |                                                    |
|  |  |                                    |                                    |                                    |                                    |                                        |                                    |                                 |                                 |                                 |                                 |                                 |                                 |                                 |                                 |                                 |                                 |                                 |                                 |                                 |                                 |                                  |                                  |                                                  |                                                  |                                                  |                                                  |                                                  |                                                  |  |  |                                                    |                                                    |                                                    |                                                    |                                                    |                                                    |
|  |  | Pieter Brueghel mladší (1564–1638) | Pieter Brueghel mladší (1564–1638) | Pieter Brueghel mladší (1564–1638) | Pieter Brueghel mladší (1564–1638) | Pieter Brueghel mladší (1564–1638)     | Pieter Brueghel mladší (1564–1638) |                                 |                                 | Jan Brueghel starší (1568–1625) | Jan Brueghel starší (1568–1625) | Jan Brueghel starší (1568–1625) | Jan Brueghel starší (1568–1625) | Jan Brueghel starší (1568–1625) | Jan Brueghel starší (1568–1625) |                                 |                                 |                                 |                                 |                                 |                                 |                                  |                                  |                                                  |                                                  |                                                  |                                                  |                                                  |                                                  |  |  |                                                    |                                                    |                                                    |                                                    |                                                    |                                                    |
|  |  | Pieter Brueghel mladší (1564–1638) | Pieter Brueghel mladší (1564–1638) | Pieter Brueghel mladší (1564–1638) | Pieter Brueghel mladší (1564–1638) | Pieter Brueghel mladší (1564–1638)     | Pieter Brueghel mladší (1564–1638) |                                 |                                 | Jan Brueghel starší (1568–1625) | Jan Brueghel starší (1568–1625) | Jan Brueghel starší (1568–1625) | Jan Brueghel starší (1568–1625) | Jan Brueghel starší (1568–1625) | Jan Brueghel starší (1568–1625) |                                 |                                 |                                 |                                 |                                 |                                 |                                  |                                  |                                                  |                                                  |                                                  |                                                  |                                                  |                                                  |  |  |                                                    |                                                    |                                                    |                                                    |                                                    |                                                    |
|  |  |                                    |                                    |                                    |                                    |                                        |                                    |                                 |                                 |                                 |                                 |                                 |                                 |                                 |                                 |                                 |                                 |                                 |                                 |                                 |                                 |                                  |                                  |                                                  |                                                  |                                                  |                                                  |                                                  |                                                  |  |  |                                                    |                                                    |                                                    |                                                    |                                                    |                                                    |
|  |  |                                    |                                    |                                    |                                    |                                        |                                    |                                 |                                 |                                 |                                 |                                 |                                 |                                 |                                 |                                 |                                 |                                 |                                 |                                 |                                 |                                  |                                  |                                                  |                                                  |                                                  |                                                  |                                                  |                                                  |  |  |                                                    |                                                    |                                                    |                                                    |                                                    |                                                    |
|  |  |                                    |                                    |                                    |                                    |                                        |                                    | Ambrosius Brueghel (1617–1625)  | Ambrosius Brueghel (1617–1625)  | Ambrosius Brueghel (1617–1625)  | Ambrosius Brueghel (1617–1625)  | Ambrosius Brueghel (1617–1625)  | Ambrosius Brueghel (1617–1625)  |                                 |                                 | Jan Brueghel mladší (1601–1671) | Jan Brueghel mladší (1601–1671) | Jan Brueghel mladší (1601–1671) | Jan Brueghel mladší (1601–1671) | Jan Brueghel mladší (1601–1671) | Jan Brueghel mladší (1601–1671) |                                  |                                  | Anna Brueghel x David Teniers mladší (1610–1690) | Anna Brueghel x David Teniers mladší (1610–1690) | Anna Brueghel x David Teniers mladší (1610–1690) | Anna Brueghel x David Teniers mladší (1610–1690) | Anna Brueghel x David Teniers mladší (1610–1690) | Anna Brueghel x David Teniers mladší (1610–1690) |  |  | Paschasia Brueghel x Hieronymous van Kessel starší | Paschasia Brueghel x Hieronymous van Kessel starší | Paschasia Brueghel x Hieronymous van Kessel starší | Paschasia Brueghel x Hieronymous van Kessel starší | Paschasia Brueghel x Hieronymous van Kessel starší | Paschasia Brueghel x Hieronymous van Kessel starší |
|  |  |                                    |                                    |                                    |                                    |                                        |                                    | Ambrosius Brueghel (1617–1625)  | Ambrosius Brueghel (1617–1625)  | Ambrosius Brueghel (1617–1625)  | Ambrosius Brueghel (1617–1625)  | Ambrosius Brueghel (1617–1625)  | Ambrosius Brueghel (1617–1625)  |                                 |                                 | Jan Brueghel mladší (1601–1671) | Jan Brueghel mladší (1601–1671) | Jan Brueghel mladší (1601–1671) | Jan Brueghel mladší (1601–1671) | Jan Brueghel mladší (1601–1671) | Jan Brueghel mladší (1601–1671) |                                  |                                  | Anna Brueghel x David Teniers mladší (1610–1690) | Anna Brueghel x David Teniers mladší (1610–1690) | Anna Brueghel x David Teniers mladší (1610–1690) | Anna Brueghel x David Teniers mladší (1610–1690) | Anna Brueghel x David Teniers mladší (1610–1690) | Anna Brueghel x David Teniers mladší (1610–1690) |  |  | Paschasia Brueghel x Hieronymous van Kessel starší | Paschasia Brueghel x Hieronymous van Kessel starší | Paschasia Brueghel x Hieronymous van Kessel starší | Paschasia Brueghel x Hieronymous van Kessel starší | Paschasia Brueghel x Hieronymous van Kessel starší | Paschasia Brueghel x Hieronymous van Kessel starší |
|  |  |                                    |                                    |                                    |                                    |                                        |                                    |                                 |                                 |                                 |                                 |                                 |                                 |                                 |                                 |                                 |                                 |                                 |                                 |                                 |                                 |                                  |                                  |                                                  |                                                  |                                                  |                                                  |                                                  |                                                  |  |  |                                                    |                                                    |                                                    |                                                    |                                                    |                                                    |
|  |  |                                    |                                    |                                    |                                    |                                        |                                    |                                 |                                 |                                 |                                 |                                 |                                 |                                 |                                 |                                 |                                 |                                 |                                 |                                 |                                 |                                  |                                  |                                                  |                                                  |                                                  |                                                  |                                                  |                                                  |  |  |                                                    |                                                    |                                                    |                                                    |                                                    |                                                    |
|  |  |                                    |                                    |                                    |                                    | Jan Pieter Brueghel (1628–1664)        | Jan Pieter Brueghel (1628–1664)    | Jan Pieter Brueghel (1628–1664) | Jan Pieter Brueghel (1628–1664) | Jan Pieter Brueghel (1628–1664) | Jan Pieter Brueghel (1628–1664) |                                 |                                 | Abraham Brueghel(1631–1690)     | Abraham Brueghel(1631–1690)     | Abraham Brueghel(1631–1690)     | Abraham Brueghel(1631–1690)     | Abraham Brueghel(1631–1690)     | Abraham Brueghel(1631–1690)     |                                 |                                 | Jan Baptist Brueghel (1647–1719) | Jan Baptist Brueghel (1647–1719) | Jan Baptist Brueghel (1647–1719)                 | Jan Baptist Brueghel (1647–1719)                 | Jan Baptist Brueghel (1647–1719)                 | Jan Baptist Brueghel (1647–1719)                 |                                                  |                                                  |  |  | Jan van Kessel starší (1626–1679)                  | Jan van Kessel starší (1626–1679)                  | Jan van Kessel starší (1626–1679)                  | Jan van Kessel starší (1626–1679)                  | Jan van Kessel starší (1626–1679)                  | Jan van Kessel starší (1626–1679)                  |
|  |  |                                    |                                    |                                    |                                    | Jan Pieter Brueghel (1628–1664)        | Jan Pieter Brueghel (1628–1664)    | Jan Pieter Brueghel (1628–1664) | Jan Pieter Brueghel (1628–1664) | Jan Pieter Brueghel (1628–1664) | Jan Pieter Brueghel (1628–1664) |                                 |                                 | Abraham Brueghel(1631–1690)     | Abraham Brueghel(1631–1690)     | Abraham Brueghel(1631–1690)     | Abraham Brueghel(1631–1690)     | Abraham Brueghel(1631–1690)     | Abraham Brueghel(1631–1690)     |                                 |                                 | Jan Baptist Brueghel (1647–1719) | Jan Baptist Brueghel (1647–1719) | Jan Baptist Brueghel (1647–1719)                 | Jan Baptist Brueghel (1647–1719)                 | Jan Baptist Brueghel (1647–1719)                 | Jan Baptist Brueghel (1647–1719)                 |                                                  |                                                  |  |  | Jan van Kessel starší (1626–1679)                  | Jan van Kessel starší (1626–1679)                  | Jan van Kessel starší (1626–1679)                  | Jan van Kessel starší (1626–1679)                  | Jan van Kessel starší (1626–1679)                  | Jan van Kessel starší (1626–1679)                  |